# كارل دالاس
كارل دالاس (بالإنجليزية: Karl Dallas)‏ (و. 1931 – م - 2016) هو صحفي، ومغن مؤلف، ومقدم برامج إذاعية، ومنتج أسطوانات من المملكة المتحدة.